# Bobcats de Texas State
Bobcats de Texas State (en anglais : Texas State Bobcats) est le nom des équipes sportives de l'Université d'État du Texas située à San Marcos dans l'État du Texas aux États-Unis.
Les 16 équipes sportives des Bobcats, tant féminines (8) que masculines (6), participent aux compétitions universitaires organisées par la National Collegiate Athletic Association en tant que membres de la Sun Belt Conference depuis le 1er juillet 2013 le programme de football américain jouant au sein de la NCAA Division I FBS.
Reconnu pour sa férocité obstinée et son grand courage, le lynx roux (bobcat en anglais) en est la mascotte depuis 1920.
Le 30 juin 2025, les Bobcats annoncent qu'ils intégreront la Pac-12 Conference à partir de 2026.

## Sports représentés
| Hommes (6)                                  | Femmes (8)        |
| ------------------------------------------- | ----------------- |
| Athlétisme †                                | Athlétisme †      |
| Baseball                                    | Basketball        |
| Basketball                                  | Cross country     |
| Cross country                               | Football (soccer) |
| Football américain                          | Golf              |
| Golf                                        | Softball          |
|                                             | Tennis            |
|                                             | Volley-ball       |
| † – Athlétisme en salle et/ou en plein air. |                   |

## Surnom, mascotte, logo et couleurs

### Surnom
Bobcat ou lynx roux est originaire du centre du Texas ce qui explique qu'il soit devenu, en 1920, le surnom officiel des sportifs de l'université d'État du Texas.

### Boko
En 1920, Texas State adopté sa première mascotte officielle, le lynx roux, à la demande d'Oscar Strahan, devenu directeur sportif de l'université en 1919. Strahan a suggéré le lynx roux parce qu'il est originaire du centre du Texas et qu'il est connu pour sa férocité. Il aurait déclaré : « Un lynx roux vous combattra avec tout ce qu'il a : ses quatre griffes, ses dents, sa vitesse et son cerveau. ».
Texas State a eu plusieurs lynx roux vivants officiellement reconnus mascottes jusqu'aux années 1970 mais aucun nom ne leur avait été donné avant 1964. À cette époque, Beth Greenlees, une étudiante de deuxième année originaire de Luling (Texas), a remporté le concours Name the Bobcat après avoir suggéré le nom de Boko the Bobcat,. Cela lui a valu un prix de 5 $ et l'honneur d'être la personne qui a nommé la mascotte de Texas State. Depuis, Boko a été désigné à deux reprises « mascotte championne nationale des États-Unis ».

### Logo
Le logo sportif, ou marque spirituelle, est appelé SuperCat. La version actuelle du logo a été conçue par un étudiant en 2003. En août 2009, Texas State a affiné le logo avec l'ajout du lettrage de Texas State,.

### Couleur
Les couleurs, marron et or, proviennent de la fleur Gaillardia, originaire de la région.

## Football américain

### Descriptif en début de saison 2025
- Couleurs :   (marron et or)[8]

- Dirigeants :
  - Directeur sportif : Don Coryell (en)
  - Entraîneur principal : G. J. Kinne (en), 3e saison, bilan : 16 - 10 (61,5%)

- Stade
  - Nom : UFCU Stadium (en)
  - Capacité : 30 000
  - Surface de jeu : pelouse artificielle (Fieldturf Revolution 360 with CoolPlay)
  - Lieu : campus, San Marcos, Texas

- Conférence :
  - Actuelle : Sun Belt Conference, West Division (2013-2025)
  - Future : Pac-12 Conference (à partir de 2026)
  - Anciennes : 
    - Indépendants (2011-2012)
    - Southland Conference (1987–2010)
    - Gulf Star Conference (en) (1984–1986)
    - Lone Star Conference (en) (1932–1983)
    - TIAA (en) (1922–1931)
    - Indépendants (1904–1921)

- Internet :
  - Nom site Web : txst.com
  - URL : https://txst.com/sports/football

- Bilan des matchs :
  - Victoires : 541 (51,6%)
  - Défaites : 504
  - Nuls : 25

- Bilan des Bowls :
  - Victoires : 1 (100%)
  - Défaites : 0
  - Nuls : 0

- College Football Playoff : -

- Titres :
  - Titres nationaux : 
    - Division I FBS : 0
    - Division II : 2 (1981, 1982)

  - Titres de conférence :
    - Division I FBS : 0
    - Division II :  14

  - Titres de la division West de la Sun Belt : 0

- Joueurs :
  - Vainqueurs du Trophée Heisman : 0
  - Sélectionnés All-Ameri0can :

- Hymne : Go Bobcats!
- Mascotte : Boko the Bobcat
- Fanfare : The Pride of the Hill Country

- Rivalités :
  - Bearkats de Sam Houston
  - Roadrunners de l'UTSA : I-35 Rivalry (en)
  - Colonels de Nicholls (en) : Battle for the Paddle (en)

### Palmarès
- Titres nationaux :

Texas State a remporté deux titres de la NCAA Division II:
| Saison | Entraîneur      | Bilan | Adversaire         | Résultat |
| ------ | --------------- | ----- | ------------------ | -------- |
| 1981   | Jim Wacker (en) | 13–1  | North Dakota State | 42–13    |
| 1982   | Jim Wacker (en) | 14–0  | UC Davis           | 34–09    |
- Champions de conférence :

Texas State a remporté 14 titres de conférence dont cinq à égalité (†) dans les divisions inférieures :
| Saison | Entraîneur            | Conférence                                             | Bilan global | Bilan de conférence |
| ------ | --------------------- | ------------------------------------------------------ | ------------ | ------------------- |
| 1921   | Oscar W. Strahan (en) | Texas Normal                                           | 7–0          | 5–0                 |
| 1924   | Oscar W. Strahan (en) | Texas Teachers College                                 | 5–3          | 5–1                 |
| 1929   | Oscar W. Strahan (en) | Texas Intercollegiate Athletic Association (en) (TIAA) | 6–1–2        | 4–0–2               |
| 1948   | George Vest           | Lone Star Conference (en) (NAIA)                       | 8–1          | 4–0                 |
| 1954†  | R. W. Parker (en)     | Lone Star Conference (en) (NAIA)                       | 6–3–1        | 5–0–1               |
| 1955†  | R. W. Parker (en)     | Lone Star Conference (en) (NAIA)                       | 6–1–2        | 5–1                 |
| 1963   | Milton Jowers (en)    | Lone Star Conference (en) (NAIA)                       | 10–0         | 6–0                 |
| 1971†  | Bill Miller (en)      | Lone Star Conference (en) (NAIA)                       | 8–1–1        | 7–1–1               |
| 1980   | Jim Wacker (en)       | Lone Star Conference (Division II)                     | 8–3          | 5–1                 |
| 1981   | Jim Wacker (en)       | Lone Star Conference (Division II)                     | 13–1         | 6–1                 |
| 1982   | Jim Wacker (en)       | Lone Star Conference (Division II)                     | 14–0         | 7–0                 |
| 1983†  | John O'Hara (en)      | Lone Star Conference (Division II)                     | 9–2          | 6–1                 |
| 2005†  | David Bailiff (en)    | Southland Conference (NCAA Division I FCS)             | 11–3         | 4–1                 |
| 2008   | Brad Wright (en)      | Southland Conference (NCAA Division I FCS)             | 8–5          | 6–2                 |
- Champions de division :

Texas State n'a remporté aucun titre de la West Division en Sun Belt Conference

### Bowls
Texas State a participé à 1 bowl universitaire en NCAA Division I FBS qu'il a remporté :
| Saison | Bowl                                | Adversaire                | Résultat | Entraîneur       | Bilan de saison |
| ------ | ----------------------------------- | ------------------------- | -------- | ---------------- | --------------- |
| 2023   | First Responder Bowl 2023           | Owls de Rice              | G, 45-21 | G.J. Kinne (en)  | 8-5             |
| 2024   | First Responder Bowl 2025 (janvier) | Mean Green de North Texas | G, 30-28 | G. J. Kinne (en) | 8-5             |
Texas State a participé à deux séries éliminatoires en NCAA Division I FCS :
| Saison | Tour                       | Adversaire                              | Résultat                   |
| ------ | -------------------------- | --------------------------------------- | -------------------------- |
| 2005   | 1er tour ¼ finale ½ finale | Georgia Southern Cal Poly Northern Iowa | G, 50–35 G, 14–07 P, 37–40 |
| 2008   | 1er tour                   | Montana                                 | P, 13–31                   |
Texas State a participé à trois séries éliminatoires en Division II (NCAA), remportant deux titres de champion national :
| Saison | Tour                     | Adversaire                                              | Résultat                   |
| ------ | ------------------------ | ------------------------------------------------------- | -------------------------- |
| 1981   | ¼ finale ½ finale Finale | Jacksonville State Northern Michigan North Dakota State | G, 38–22 G, 62–0 G, 42–13  |
| 1982   | ¼ finale ½ finale Finale | Fort Valley State (en) Jacksonville State UC Davis      | G, 27–06 G, 19–14 G, 34–09 |
| 1983   | ¼ finale                 | Central State (en)                                      | P, 16–24                   |

### Rivalités

#### Sam Houston
À partir de 1915, le match de rivalité entre Texas State et les Bearkats de Sam Houston s'est joué chaque année jusqu'à ce qu'un réalignement majeur de la NCAA Division I FCS fasse disparaître la rivalité en 2011. Cependant, à la suite d'un autre réalignement majeur dans la NCAA Division I FBS, la rivalité a pu être renouvelée dès la saison 2024 au NRG Stadium (victoire des Bearkats 40 à 39 devant 27 225 spectateurs).
Les Bobcats mènent la série avec 50 victoires pour 38 aux Bearkats et 5 nuls. Cependant, depuis que les Bearkats ont rejoint la NCAA Div I FBS en 1986, ce sont eux qui affichent le meilleur bilan dans la rivalité avec 17 victoires pour 9 aux Bobcats et 1 nul.

#### UTSA
La rivalité entre Texas State et UTSA est appelée la I-35 Rivalry (en). Les équipes se sont affrontées pour la première fois à l'Alamodome le 24 novembre 2012 (victoire de Texas State 38 à 31).
UTSA mène la série avec 5 victoires et une pour Texas State.

#### Nicholls
En fin de saison 2021, Nicholls mène la série avec 16 victoires pour 15 à Texas State.
Nicholls étant en NCAA Div I FCS et Texas State en FBS depuis 2013, il n'y a eu, depuis lors, qu'un seul match entre ces deux équipes. Le prochain est programmé en 2025.

## Bobcats célèbres

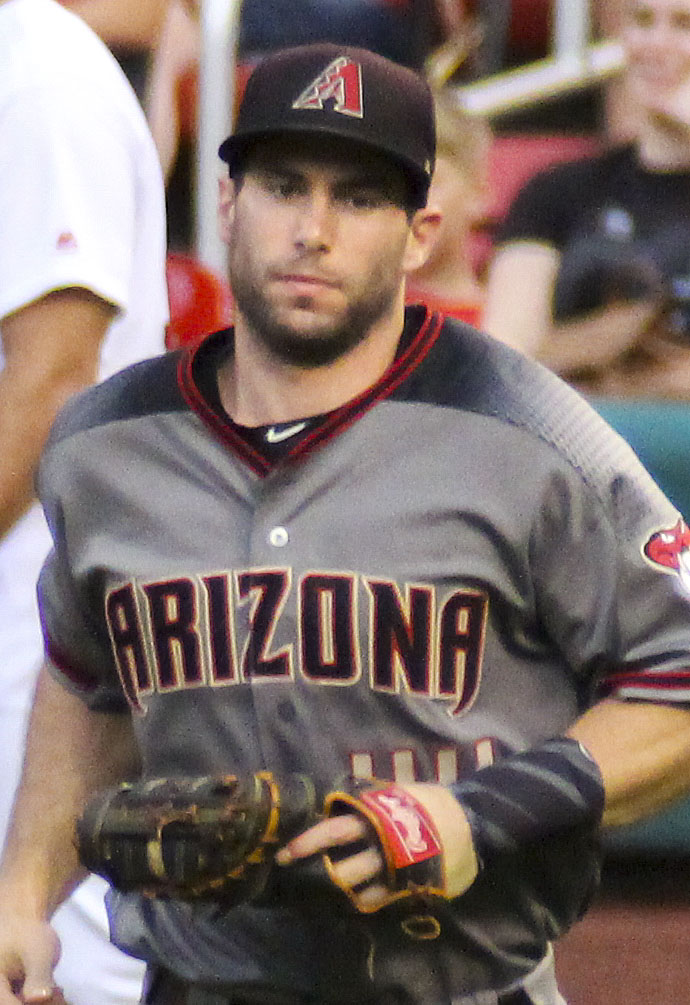
Paul Goldschmidt Joueur de baseball MLB, désigné à 7 reprises MLB All-Star
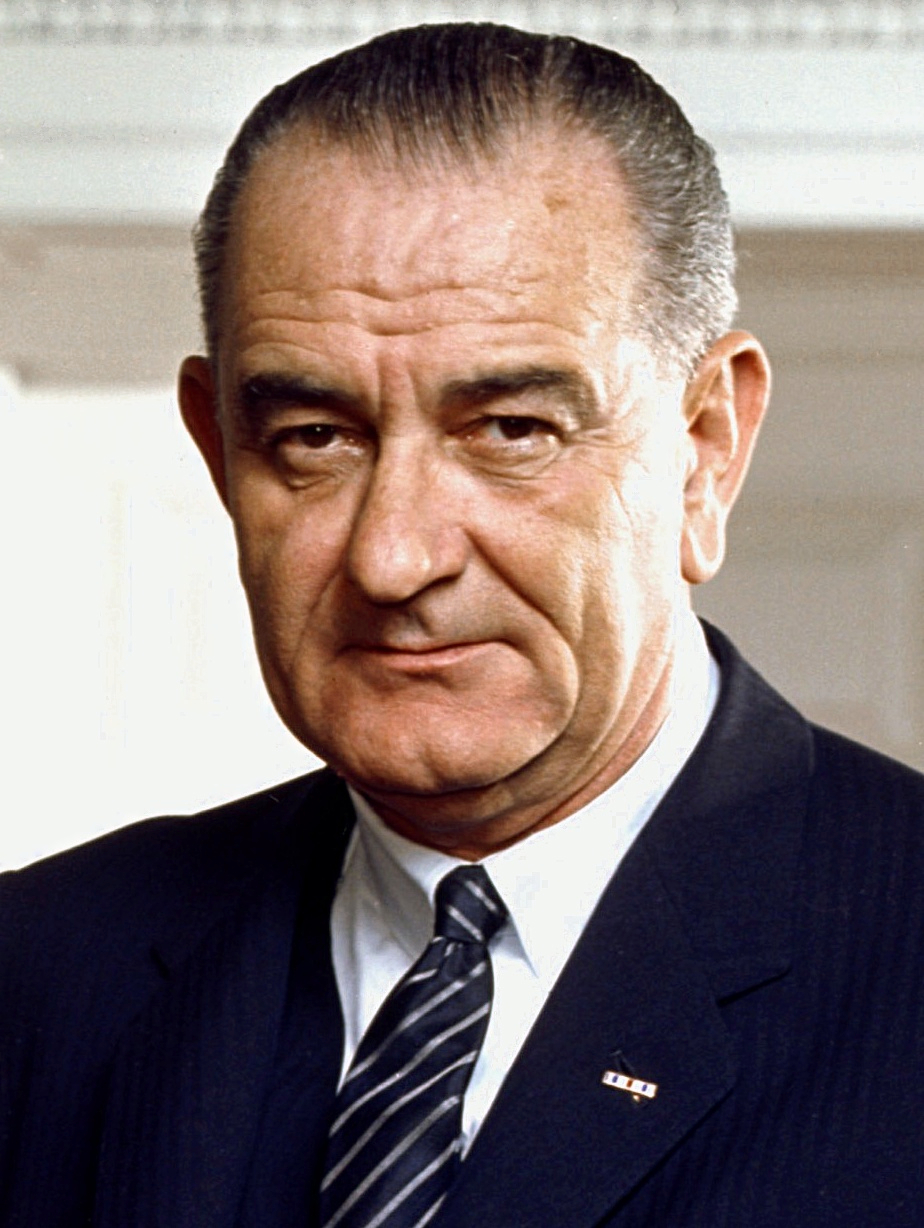
Lyndon B. Johnson 36e Président des États-Unis
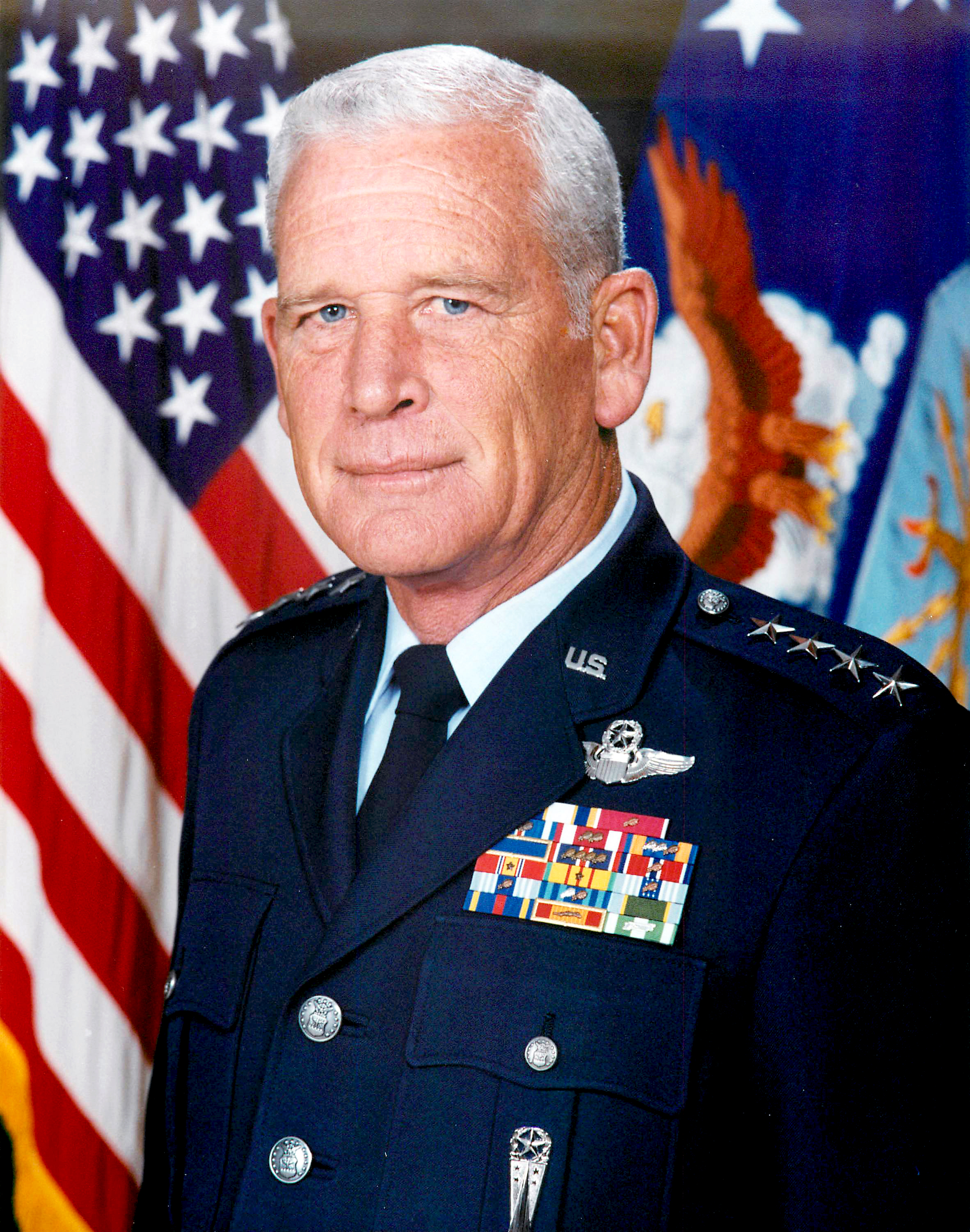
Robert L. Rutherford (en) Général de l'Air Force
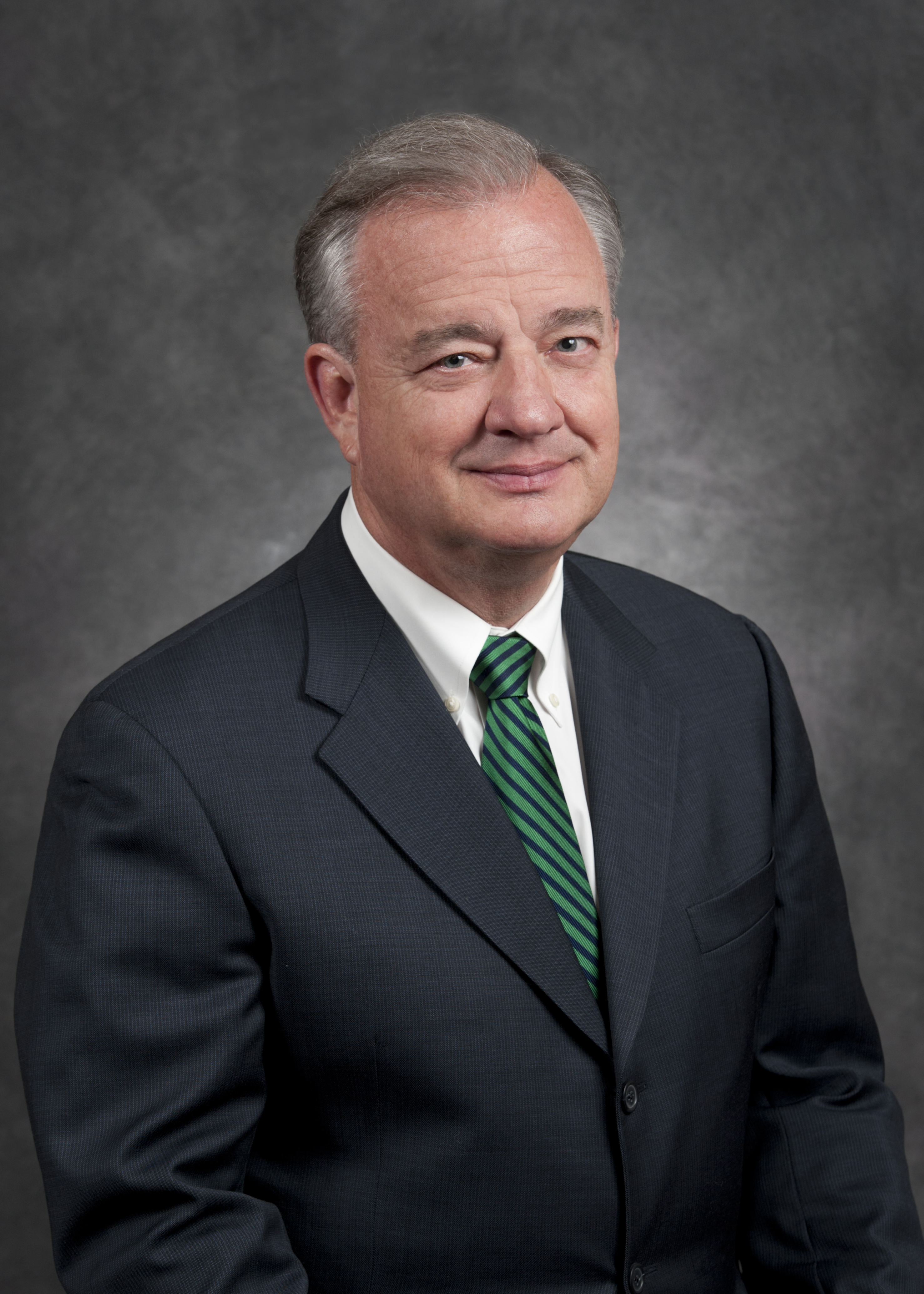
John Sharp (en) Chancellier de l'Université A&M du Texas
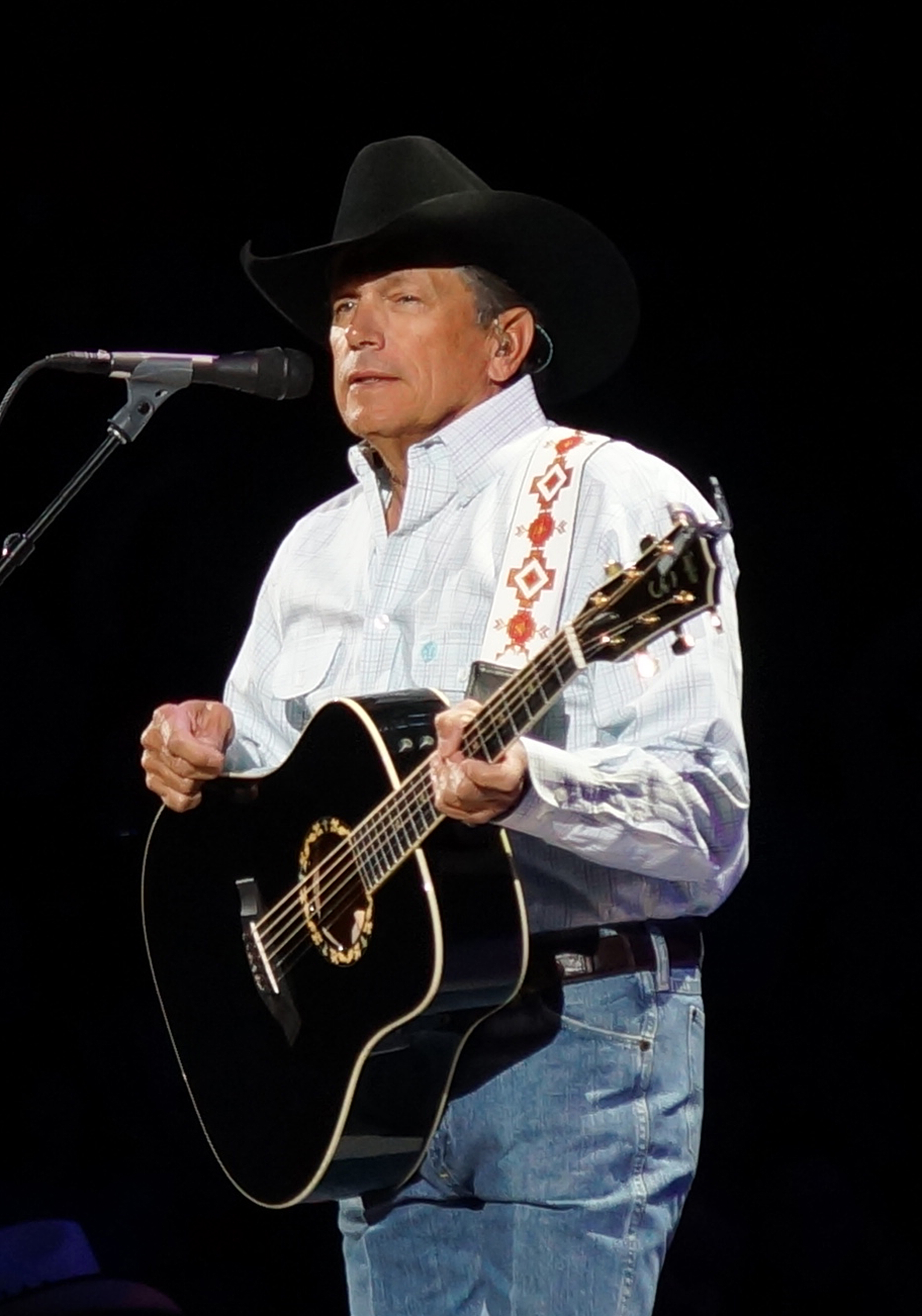
George Strait Chanteur country
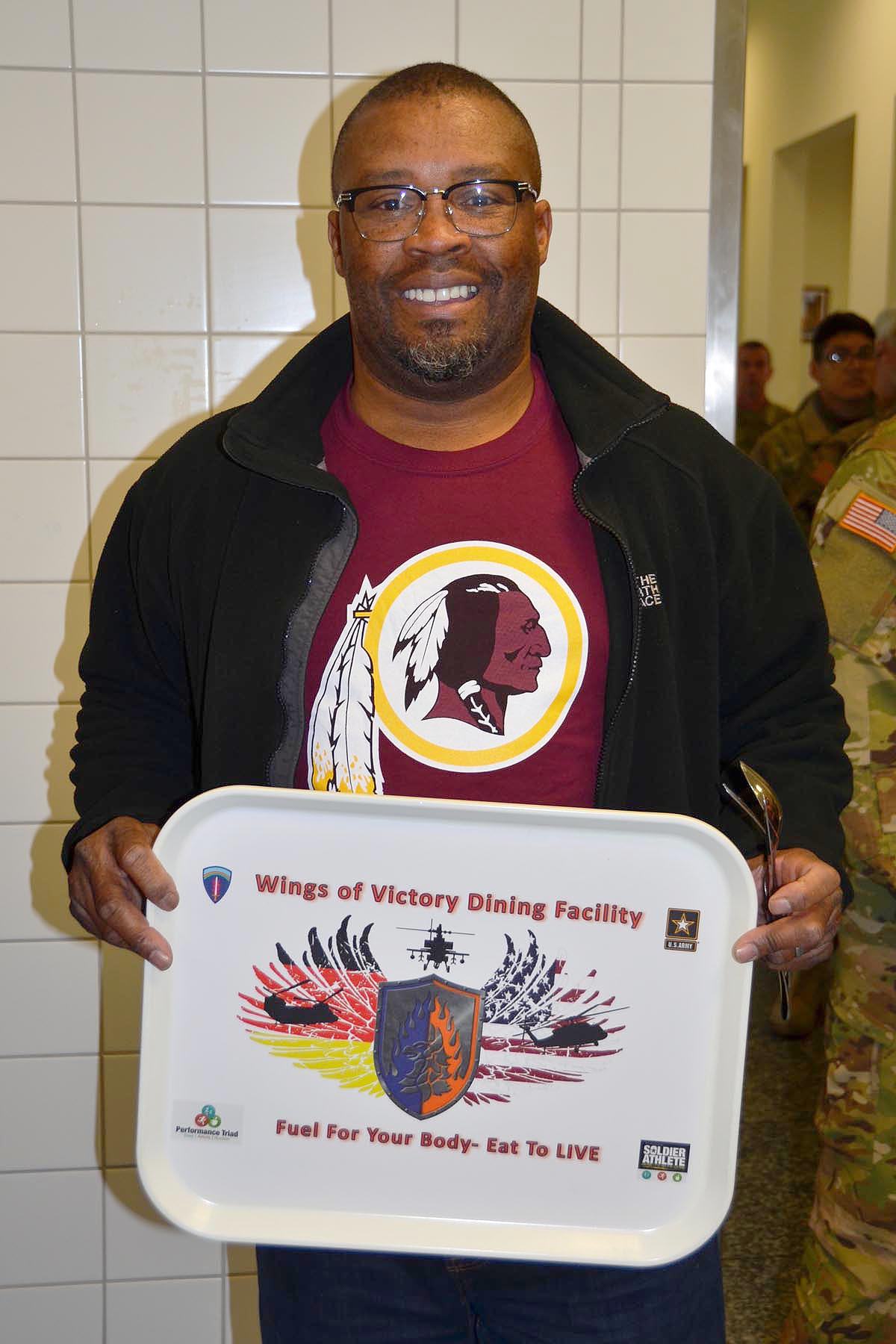
Ricky Sanders (en), vainqueur des Super Bowls XXII et XXVI